# Kljunarice
 Kljunarice  (Mecoptera) red su malenih do srednje velikih kukaca male glave produljene dugačkim kljunom. Poznato je oko 550 vrsta naseljenih širom svijeta.

## Izgled
Oba para krila su im dugačka i uska, gotovo jednaka, pri mirovanju širom rastrta i gotovo ravna. Usni organi su prilagođeni grizenju, gornje čeljusti su na vrhu kljuna. Četinasta ticala se sastoje od mnogo jednakih članaka. Zadak im je vitak.

## Prehrana
Žive od grabeža ili se hrane strvinama.

## Ličinke
Ličinke kljunarica su slične gusjenicama. Žive u vlažnoj zemlji, donjousnene žlijezde su im predljive.  Kukuljice su im slobodne.

## Poznatije porodice
U Hrvatskoj žive porodice: Panorpidae, Bittacidae, Boreidae.